# Spyrathus indicus
Spyrathus indicus là một loài bọ cánh cứng trong họ Tenebrionidae. Loài này được Gustav Kraatz miêu tả khoa học đầu tiên năm 1865.